# Веотульгеот
Веотульгеот (также Веотельгеат, Гуедольгеат и Веодегеот) — согласно Genealogiae regum Anglorum, был королем англов примерно в начале III-го века, родоначальник королевского дома Мерсии и отец Виглека. Однако в Historia Brittonum Веотульгеот появляется как отец Веаги, у которого, в свою очередь, родился Уитлег (Виглек). Некоторые источники называют его сыном Одина.